# 三师
三師，中國古代太師、太傅、太保三個官名的合稱。後亦有三師三公之稱，唐代三師為太師、太傅、太保之合稱，太尉、司徒、司空則合稱三公。

## 諸公官位之来源和演变
周成王平定三监和淮夷后，编系《周官》。立太師、太傅、太保，为三公。
秦朝不设三师，设三公：太尉、丞相、御史大夫。西汉时，汉武帝废太尉改立大司马，汉成帝改御史大夫为大司空， 汉哀帝改丞相为大司徒，尊其为三公。 东汉、曹魏、晋朝、南朝皆如此分。
北魏时，另立太師、太傅、太保三官尊号，曰三师。后周改曰三公，隋朝复三师。三師是唐朝授以元老重臣之最高榮銜、地位極尊，所施極嚴，無人則闕。三公，則作為親王、大臣的加官榮銜，位次三師。唐末，三師三公皆加授藩鎮，所施其濫。九品中正制以後，三師為正一品官。
北魏时期，又设置太子太师、太子太傅、太子太保，并称“东宫三师”，正二品。自北齐以后，称“三师”，负责训导和辅佐皇太子。品级由唐朝起升为从一品。到宋朝升爲正一品，三师只作为加官，失去实际职能。
| 秦       | 西漢(前漢)         | 東漢(後漢) | 魏     | 晋     | 隋（煬帝） | 唐（玄宗） | 宋   | 元       | 明   | 清   | 主要職務                                                |
| -------- | ------------------ | ---------- | ------ | ------ | ---------- | ---------- | ---- | -------- | ---- | ---- | ------------------------------------------------------- |
|          |                    | 太傅       | 太傅   | 太宰   | 太師       | 太師       | 太師 | 太師     | 太師 | 太師 | 天下之政治职务的榮譽總括。 唐以後、一種名誉无職之谓称。 |
| 太傅     | 太傅               | 太傅       | 太傅   | 太傅   | 太傅       | 太傅       | 太傅 | 太傅     |      |      | 天下之政治职务的榮譽總括。 唐以後、一種名誉无職之谓称。 |
| 太保     | 太保               | 太傅       | 太傅   | 太保   | 太保       | 太保       | 太保 | 太保     |      |      | 天下之政治职务的榮譽總括。 唐以後、一種名誉无職之谓称。 |
|          | 大将軍             | 大将軍     | 大将軍 | 大将軍 |            |            |      |          |      |      | 軍事。                                                  |
| 太尉     | 太尉 （大司馬）    | 大司馬     | 大司馬 | 大司馬 |            |            |      |          |      |      | 軍事。                                                  |
| 太尉     | 太尉 （大司馬）    | 太尉       | 太尉   | 太尉   | 太尉       | 太尉       | 少師 |          | 少師 |      | 軍事。                                                  |
| 丞相     | 丞相 （大司徒）    | 司徒       | 司徒   | 司徒   | 司徒       | 司徒       | 少傅 | 定例职務 | 少傅 |      | 行政。                                                  |
| 御史大夫 | 御史大夫（大司空） | 司空       | 司空   | 司空   | 司空       | 司空       | 少保 |          | 少保 |      | 監察。                                                  |

## 朝鮮
高麗時三師為大師、大傅和大保，相當於中國的太师、太傅、太保。